# Gypsophila pilulifera
Gypsophila pilulifera är en nejlikväxtart som beskrevs av Pierre Edmond Boissier och Heldr. Gypsophila pilulifera ingår i släktet slöjor, och familjen nejlikväxter. Inga underarter finns listade i Catalogue of Life.